# قائمة جرائد ومجلات ليبية
هذه قائمة بأسماء بعض الجرائد والمجلات الليبية (بعضها توقف عن الصدور).
أول صحيفة تأسست في ليبيا العام 1827 هي صحيفة «المنقب الأفريقي» والتي أنشأها عدد من القناصل الأوروبيين في طرابلس باللغة الفرنسية.
- مجلة رؤى الثقافية تأسست عام 2012م بعد انتفاضة فبراير، يرأس تحريرها الأستاذ نور الدين الماقني، وكان مدير التحرير من العدد الأول إلى السابع الناقد الليبي طارق الشرع، ومن ثم أصبح مدير إدارة التحرير من العدد الثامن حتى الآن الكاتب حسن المغربي، ويرأس طاقمها الفني المخرج الليبي ناصر علي جابر.. الجدير بالذكر إن مجلة رؤى الثقافية تصدر عن هيأة دعم وتشجيع الصحافة ليبيا
- 1866 تأسست صحيفة «طرابلس الغرب» من قبل الوالي العثماني، حيث صدرت في طرابلس من ورقتين الأولى باللغة التركية والثانية باللغة العربية.
- الترقي 1897
- الرقيب العتيد
- جريدة المرصاد
- انتفاضة الأحرار
- العدل
- الفجر (أصدرها محمد فريد سيالة)
- إل جورنالي دي تريبولي (جريدة أصدرها محمد المرابط باللغة الإيطالية)
- سيرينايكا ويكلي نيوز (جريدة أصدرها عبد المولى لنقي)
- الرائد (جريدة أصدرها الروائي عبد القادر بو هروس)
- * بريد برقة (بنغازي)
- مجلة ليبيا المصورة، بنغازي (1935-1940)
- اللواء الطرابلسي
- الوطن
- البلاغ
- ليبيا الحديثة
- برقة الحديثة
- فزان
- طرابلس الغرب
- العلم اليومية
- الحقيقة (1964)[2]
- الفجر الجديد 1972[3]
- الفاتح 1974 (أسبوعية)
- لنا: هي مجلة مستقلة، شهرية، مطبوعة متخصصة في الشأن الليبي، جُل مقالات المجلة تحليلة عميقة في القضايا السياسية والاجتماعية والثقافية في ليبيا.توزع المجلة في عدد من المدن الليبية، من أبرزها طرابلس وبنغازي وسرت ومصراتة ودرنة والكفرة. ريم البركي هي رئيسة تحرير المجلة، المجلة لها موقع على شبكة الانترنت، بالإضافة إلي صفحة الفيسبوك .
- الجماهيرية 1980
- الشمس
- تريبولي بوست (بريد طرابلس) بالإنجليزية 1999
- الفجر الجديد (الإنجليزية) 2000
- الزحف الأخضر
- مجلة لا (أواخر الثمانينيات)
- أويا
- قورينا
- جريدة اخبار طبرق
- جريدة البطنان
- كل الفنون 2002
- البيت (صدرت تحت اسم «المرأة» العام 1965 ثم تم تغيير اسمها إلى البيت)
- الأمل 1975
- أفريقيا الجديدة (مجلة صدرت في 2002)
- مجلة ليبيا للاتصالات والتقنية 2006
- مجلة شؤون أفريقية
- مجلة القمة تصدر عن قناة ليبيا الرياضية
- مجلة الشباب والرياضة الجماهيرية - تصدر عن اللجنة الأولمبية الليبية
- مجلة حب الرمان تصدر عن شركة الغد للخدمات الإعلامية
- مجلة الجديد - تصدر عن المؤسسة الوطنية للنفط

مجلة الرواد 1964مجلة ثقافية ادبية
1. ↑  الصحافة في ليبيا، تاريخها وأبرز محطاتها - التضامن لحقوق الإنسان - تاريخ النشر 8 يونيو-2006 - تاريخ الوصول 14 يونيو-2009 نسخة محفوظة 07 مارس 2016 على موقع واي باك مشين.
2. ↑  رشاد الهوني، الباقي مادامت الصحف - جيل ليبيا نقر عن جريدة قورينا - تاريخ النشر الأول 5 مايو-2008 - تاريخ الوصول 14 يونيو-2009 نسخة محفوظة 05 أكتوبر 2018 على موقع واي باك مشين. [وصلة مكسورة]
3. ↑  المؤسسة العامة للصحافة نسخة محفوظة 4 مارس 2016 على موقع واي باك مشين. - تاريخ الوصول 14 يونيو-2009 "نسخة مؤرشفة". مؤرشف من الأصل في 2016-03-04. اطلع عليه بتاريخ 2009-06-14.{{استشهاد ويب}}:  صيانة الاستشهاد: BOT: original URL status unknown (link)[وصلة مكسورة]